# 斯塔迪乌斯陨石坑

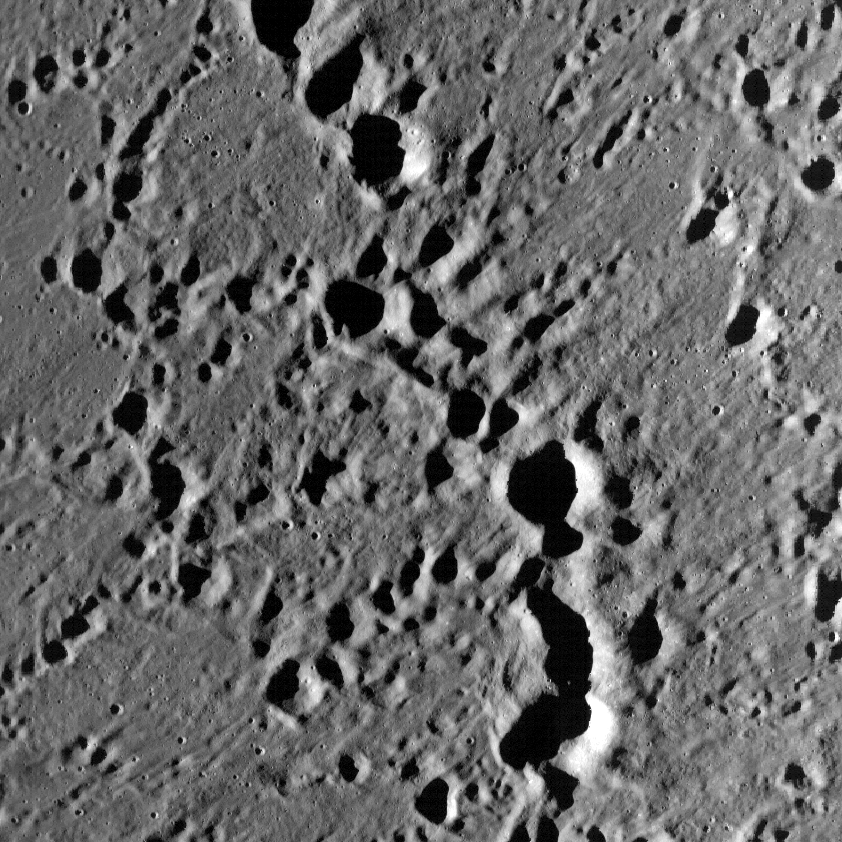
哥白尼环形山形成时产生的次生坑，其中最大的是斯塔迪乌斯的卫星坑如"斯塔迪乌斯 T"、"斯塔迪乌斯 F"、"斯塔迪乌斯 S"、"斯塔迪乌斯 E"、"斯塔迪乌斯 R"和"斯塔迪乌斯 P"，但还有一些并非它的卫星坑(月球勘测轨道飞行器拍摄于2010年1月)。

斯塔迪乌斯月坑（Stadius）是位于月球暑湾中一座古残迹坑，直径70公里，中心坐标为北纬10.48°、西经13.77°(10°29′N 13°46′W / 10.48°N 13.77°W)。它是月球上最著名的幽灵陨坑之一及最不寻常的一个对象：几乎已完全被熔岩淹没，只一些零散的壁顶露出在月表之上。
斯塔迪乌斯月坑位于西北80公里的厄拉多塞陨石坑和西南110公里的哥白尼环形山之间，二座大小相同，但更年轻完整的撞击坑。

## 名称
斯塔迪乌斯月坑是以16世纪佛兰芒天文学家“约翰尼斯·斯塔迪乌斯”（Johannes Stadius）之名命名。该名称出现在1651年乔瓦尼·里乔利绘制的月图中。但他并没有注意到这座模糊的陨坑及周边幽暗的区域，没有为它们起名。后来该名字被转用于斯塔迪乌斯坑，1935年被国际天文学联合会批准认定。

## 描述
斯塔迪乌斯月坑是一座幽灵般的残迹坑，由于绝大部分已被熔岩掩埋，只剩一些环壁顶端露出月表，而且也非全部（仅西北边缘），所以很难看到它。斯塔迪乌斯月坑的西北坑壁与一道向北延伸的山脊融合在一起，直抵厄拉多塞陨石坑西侧壁坡。斯塔迪乌斯月坑部分侧壁高出熔岩地表600米，但其余均低于300米。因此，该月坑只有在新月或满月后的8天内，当临近晨昏圈时，在阳光的斜照下才能被看清。
斯塔迪乌斯月坑很可能形成于早雨海世(也可能是晚雨海世)代。与其它相同大小的陨坑，特别是邻近的厄拉多塞陨石坑一样，坑内熔岩层厚度深达3-4公里。
斯塔迪乌斯月坑内地表微微隆起，没有中央峰，平坦的坑底麻脸般布满众多哥白尼环形山的小型次生坑，以前的观月者们曾对它们进行过计数和摹描。环斯塔迪乌斯环形山周边也有许多这样的次生坑，但仅少数几座通过附加字母获得了命名（卫星坑）。哥白尼环形山的一些次生坑形成了斯塔迪乌斯月坑附近的链坑，以前被称作“斯塔迪乌斯月沟”（拉丁语"Rimae Stadius"-斯塔迪乌斯月溪）。值得注意的是，这些链坑起始于斯塔迪乌斯环形山西侧，呈“ʃ”状弯伸至北面的雨海，其长度超逾250公里。
斯塔迪乌斯环形山西南侧也有一条长度分别为15公里和10公里、宽约1-1.5公里的“L”形槽沟。

## 卫星陨石坑
按照惯例，最靠近斯塔迪乌斯陨石坑的卫星陨坑在月表地图上以字母标注在小陨坑的中心点旁边.

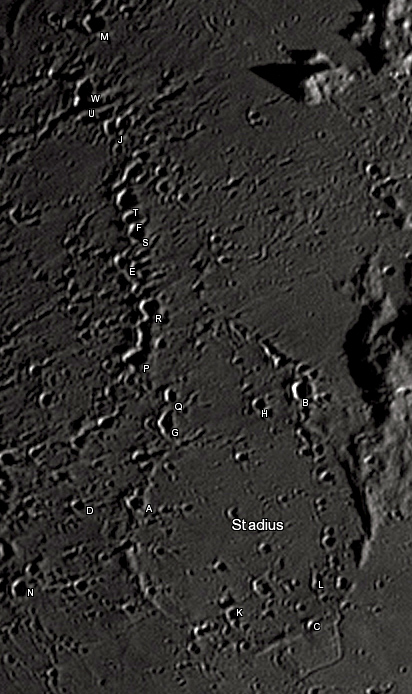
戴维·坎贝尔图片

| 斯塔迪乌斯 | 纬度    | 经度    | 直径   |
| ---------- | ------- | ------- | ------ |
| A          | 10.4° N | 14.8° W | 5 公里 |
| B          | 11.8° N | 13.6° W | 6 公里 |
| C          | 9.7° N  | 12.8° W | 3 公里 |
| D          | 10.3° N | 15.3° W | 4 公里 |
| E          | 12.6° N | 15.6° W | 5 公里 |
| F          | 13.0° N | 15.7° W | 5 公里 |
| G          | 11.2° N | 14.8° W | 5 公里 |
| H          | 11.6° N | 13.9° W | 4 公里 |
| J          | 13.8° N | 16.1° W | 4 公里 |
| K          | 9.7° N  | 13.6° W | 4 km   |
| L          | 10.1° N | 12.9° W | 3 公里 |
| M          | 14.7° N | 16.5° W | 7 公里 |
| N          | 9.4° N  | 15.7° W | 5 公里 |
| P          | 11.8° N | 15.2° W | 6 公里 |
| Q          | 11.5° N | 14.8° W | 4 公里 |
| R          | 12.2° N | 15.2° W | 6 公里 |
| S          | 12.9° N | 15.5° W | 5 公里 |
| T          | 13.2° N | 15.7° W | 7 公里 |
| U          | 13.9° N | 16.4° W | 5 公里 |
| W          | 14.1° N | 16.4° W | 5 公里 |